# Euler–Mascheroni-állandó

A kékkel jelölt rész területe az Euler–Mascheroni-állandónak felel meg

Az Euler–Mascheroni-állandó (más neveken Euler–Mascheroni-konstans vagy ritkábban Euler-állandó, Euler-konstans) a nevezetes matematikai állandók egyike. Szokás szerint kis görög gamma ({\displaystyle \gamma }) betűvel jelölik, és jelentős szerepet játszik az analízisben és az analitikus számelméletben.
Szokásos definíciója szerint az Euler–Mascheroni-állandó a harmonikus sor és a természetes logaritmus különbségének határértéke, képletben:
{\displaystyle \gamma =\lim _{n\rightarrow \infty }\left(\sum _{k=1}^{n}{\frac {1}{k}}-\ln n\right).}
Az állandó közelítő értéke 0,57721566490153286060651209008240243104215933593992. Nyitott kérdés, hogy az Euler–Mascheroni-állandó racionális-e.